# Chabluk Lake
Chabluk Lake är en sjö i Kanada.   Den ligger i provinsen Manitoba, i den centrala delen av landet, 2 200 km nordväst om huvudstaden Ottawa. Chabluk Lake ligger 302 meter över havet. Arean är 3,2 kvadratkilometer. Den sträcker sig 3,3 kilometer i nord-sydlig riktning, och 2,5 kilometer i öst-västlig riktning.
Omgivningarna runt Chabluk Lake är i huvudsak ett öppet busklandskap. Trakten runt Chabluk Lake är nära nog obefolkad, med mindre än två invånare per kvadratkilometer.